# 쓰키세촌
쓰키세촌(일본어: 月瀬村)은 일본 구마모토현 다마나군에 설치되었던 촌이다. 현재의 다마나시에 해당한다.

## 참고 문헌
- 角川日本地名大辞典編纂委員会, 『角川日本地名大辞典 43 熊本県』1987, 角川書店